# Simone Meier

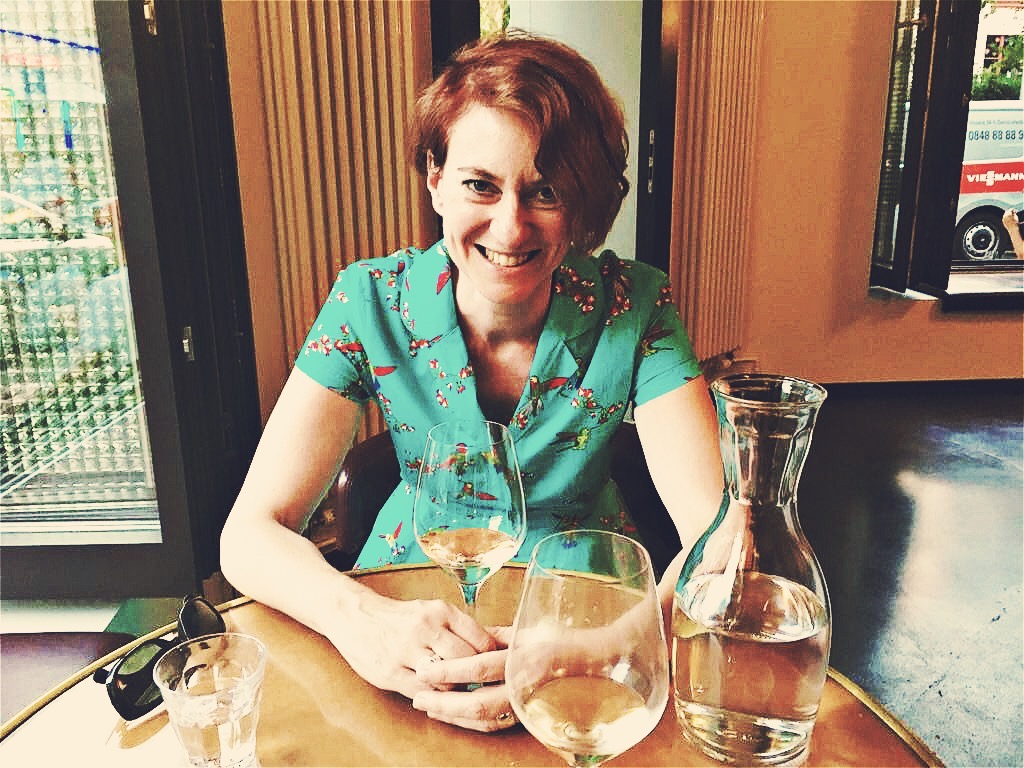
Simone Meier (2018)

Simone Meier (* 5. März 1970 in Lausanne) ist eine Schweizer Journalistin und Schriftstellerin.

## Werdegang
Simone Meier wuchs im aargauischen Zeiningen als Tochter einer Lehrerin und eines Lehrers auf. Nach einem Studium der Germanistik, Amerikanistik und Kunstgeschichte in Basel, Berlin und Zürich begann sie im Frühjahr 1996 neben einem Dissertationsprojekt als Korrektorin bei der Zürcher Wochenzeitung WoZ. Ein halbes Jahr später erhielt sie eine Stelle als Literaturredaktorin, danach wurde sie vom Tages-Anzeiger abgeworben, wo sie bis 2014 als Kulturredaktorin, Kolumnistin, stellvertretende Ressortleiterin Kultur und Frauenbeauftragte arbeitete. Seither ist sie Kultur- und Gesellschaftsredaktorin beim Newsportal watson. Ihre Themen bewegen sich zwischen Filmen, Fernsehen, Fleisch und Feminismus, zwischen Judith Butler und Reality-Formaten wie dem Bachelor.
1998 begann sie einen ersten Roman, der 2000 unter dem Titel Mein Lieb, mein Lieb, mein Leben bei Hoffmann und Campe erschien. Er ist eine fiktionalisierte Hommage an ihre Grossmutter, die es in den 30er-Jahren kurzzeitig von der Fabriknäherin zum Mannequin schaffte. Die Für Sie nannte den Roman «Ein Buch voll zehrender Sehnsucht», die taz «ein bittersüßes Märchen».
2017 erschien ihr Zweitling Fleisch bei Kein & Aber. Es ist ein Werk über Menschen, die gerne Fleisch essen und Sex haben. Die Süddeutsche Zeitung schrieb: «Keine Phase des menschlichen Lebens ist wohl ähnlich negativ besetzt wie die Wechseljahre der Frau. In ihrem Roman Fleisch zeigt die Schweizer Schriftstellerin Simone Meier, dass diese Zeit auch ihre vergnüglichen Seiten hat.» Die taz nannte den Roman «amüsant und klug», die NZZ hält ihn für «eine unterhaltsame, rasante Lektüre ohne Erkenntnisanspruch».
Neben ihrer Tätigkeit als Journalistin (u. a. auch für Süddeutsche Zeitung, Theater heute, Der Spiegel, Die Zeit, Frankfurter Rundschau und Freitag) und Schriftstellerin arbeitete sie auch als Jurorin des Berliner Theatertreffens (2001–2003), Kuratorin der Autorentheatertage am Thalia Theater Hamburg (2005) und Jurorin der Mülheimer Theatertage. Am Theater Basel schrieb sie 2006 für die Regisseurin Christina Paulhofer eine Stückbearbeitung von Edmond Rostands Klassiker Cyrano de Bergerac. Im August 2018 lancierte sie mit Sibylle Berg, der Spiegel-Kolumnistin Margarete Stokowski und anderen die Aktion DieKanon, der Versuch einer rein weiblichen Kanonschreibung.
2019 erschien ihr dritter Roman Kuss (Kein & Aber), der mit viel Humor die Abgründe hinter der schönen Fassade eines Paars in den Dreissigern beleuchtet. Spiegel Online schrieb «[...] Simone Meier [...] schickt die Gedanken auf die Achterbahn und schafft eine feinstschleifpapiergeformte Atmosphäre, die schon von Beginn an gewaltig knistert.» Der WDR bezeichnet Simone Meier als «genaue Beobachterin der Beziehungsrituale heutiger Großstadtmenschen.»
Im Februar 2021 erschien ihr vierter Roman Reiz (Kein & Aber), ein Buch über Erfahrungen und Erinnerungen, Nähe und Sexualität, Liebe und Freundschaft. Elke Heidenreich sagte dazu: »Sie schreibt wunderbare Sätze, diese Simone Meier, die viel Witz hat und es mit einem schönen Ton schreibt, dieses Buch. […] Wir haben es mit einem sehr gut erzählten, einfach nur schönen Unterhaltungsroman zu tun.« Der Musikexpress betonte den Humor der Schweizer Autorin: «Es geht vordergründig um Sex, um Liebe, um Konventionen – aber eigentlich stellt das Buch die entscheidende Frage, wie wir leben wollen. Und auch wenn einen damit schon andere Autoren konfrontiert haben mögen, ist es immer wieder Simone [Meiers] Witz, der dem Ganzen eine ganz besondere Leichtigkeit, aber auch Klarheit verleiht.» taz – Die Tageszeitung schrieb: «Wie die beiden Vorgängerromane ist ‹Reiz› ein doppelbödiger Text, der leichtfüßig daherkommt, dann aber überraschend düstere Themen anschneidet. Meier beherrscht beide Tonlagen.»
In ihrem fünften Roman Die Entflammten (Kein & Aber) greift Simone Meier einen historischen Stoff auf: das Leben der Kunstsammlerin Johanna Bonger, ihre Beziehung zu Theo van Gogh und ihren jahrelangen Einsatz, die Bilder ihres Schwagers Vincent van Gogh international bekannt zu machen und zu vermarkten. Diese anhand von Briefwechseln und Biographien recherchierten historischen Begebenheiten verbindet sie mit der fiktiven Geschichte einer jungen Kunsthistorikerin, für die die Arbeit an einem Buch über Johanna Bonger zugleich zu einer Auseinandersetzung mit der eigenen Familiengeschichte wird.
Güzin Kar, Nadia Brügger und Simone Meier begannen im Sommer 2019 auf Twitter unter dem Hashtag #dichterdran so über männliche Kollegen zu schreiben, wie sie es bei Texten männlicher Rezensenten über Schriftstellerinnen beobachtet hatten. Zahlreiche Kolleginnen, u. a. Sibylle Berg, meldeten sich ebenfalls zu Wort. #dichterdran entwickelte sich so zu einem Phänomen, auf das weltweit Medien aufmerksam wurden.
Simone Meier lebt mit ihrer Partnerin in Zürich.

## Publikationen

### Bücher
- als Hrsg.: Domino – Ein Schweizer Literaturreigen. (Mit Beiträgen von Ruth Schweikert, Gertrud Leutenegger, Christina Viragh, Bruno Steiger, Franz Böni, Jürg Amann, Klaus Merz, Margrit Schriber, Christina Buchmüller, Helen Meier, Erika Burkart, Ernst Halter, Jean-Georges Lossier, Yvette Z’Graggen und Markus Hediger). Otto Müller Verlag, Salzburg 1998, ISBN 3-7013-0977-9.
- Mein Lieb, mein Lieb, mein Leben. Roman. Hoffmann und Campe Verlag, Hamburg 2000, ISBN 3-455-05150-2.
- Meiers Best – Kolumnen im Glück. Werd Verlag, Zürich 2005, ISBN 3-85932-506-X.
- mit Guido Kalberer (Hrsg.): Dialektisch 2 – Was Dialekt ist. Dörlemann Verlag, Zürich 2012, ISBN 978-3-908777-80-9.
- Fleisch. Roman. Kein & Aber Verlag, Zürich 2017, ISBN 978-3-0369-5754-8.
- Kuss. Roman. Kein & Aber Verlag, Zürich 2019, ISBN 978-3-0369-5794-4.[17]
- mit Güzin Kar und Nadia Brügger Hemingways sexy Beine. #dichterdran. Kein & Aber Verlag, Zürich 2019. ISBN 978-3-0369-6017-3.
- Reiz. Roman. Kein & Aber Verlag, Zürich 2021, ISBN 978-3-0369-5839-2.
- Die Entflammten. Roman. Kein & Aber Verlag, Zürich 2024, ISBN 978-3-0369-5029-7

### Beiträge (Auswahl)
- Zum historischen und literarischen Frauenbild im 17. Jahrhundert. Weiblichkeit im Spannungsfeld zwischen Reformation und Frühaufklärung. In: Orte der Geschlechtergeschichte. Chronos, 1994, ISBN 3-905311-41-0.
- Engendering Space: Towards a Matriarchal Democracy? On the Representation of Femininity in the Art of Winslow Homer and Mary Cassat. In: Democracy and the Arts in the United States. Fink, 1996, ISBN 3-7705-3084-5.
- Liebesbrot, altbacken. In: Die Akte Ex. Rororo, 2000, ISBN 3-499-22669-3.
- «Buongiorno Inferno»: Reproduktionsphantasmen in deutschem Elektro-Pop und Pop-Theater zwischen René Pollesch und Tocotronic. In: Techniken der Reproduktion. Ulrike Helmer Verlag, 2002, ISBN 3-89741-095-8.
- Abschiedsbrief. In: «Und ich dachte, es sei Liebe» – Abschiedsbriefe von Frauen. DVA, 2006, ISBN 3-421-05920-9.
- Dirty Blond American Dream – Cheerleader im US-amerikanischen Kino. Essay. In: Cinema 53. Schüren Verlag, 2008, ISBN 978-3-89472-604-1.
- Don’t Mock the Clothes! The Modish Existentialism of «Sex and the City». Essay. In: A la Mode – The Third Way of Fashion. Whyart, 2008, ISBN 978-3-905714-52-4.
- Diverse Beiträge in Dialektisch – Was Dialekt ist. Dörlemann 2011, ISBN 978-3-908777-69-4.
- Diverse Beiträge in On Series, Scenes and Sequences. Edition Fink, 2017, ISBN 978-3-03746-213-3.

## Preise und Auszeichnungen
- 2000: Förderpreis der Bodensee-Konferenz und Ehrengabe des Kantons Zürich für Mein Lieb, mein Lieb, mein Leben
- 2003: Literatur-Stipendium im Ledig House, Upstate New York
- 2015: Prix Pathé für Filmkritik
- 2016: Fördergaben des Kantons Zürich und der Pro Helvetia, für Fleisch
- 2017: «Kolumnistin des Jahres»
- 2019: Anerkennungsbeitrag des Kantons Zürich
- 2020: Werkbeitrag Kuratorium Kanton Aargau
- 2020: «Kulturjournalistin des Jahres»
- 2022: «Kulturjournalistin des Jahres»
- 2022: Werkbeitrag der UBS Kulturstiftung für «Die Entflammten»